# ボレロ (ラヴェル)
『ボレロ』（仏: Boléro）は、フランスの作曲家、モーリス・ラヴェルが1928年に作曲したバレエ曲である。同一のリズムが保たれている中で、2種類の旋律が繰り返されるという特徴的な構成を有しており、現代でもバレエの世界に留まらず、広く愛される音楽の一つである。2016年5月1日、本国フランスにおいて著作権が消滅した。

## 作曲の経緯
この曲は、バレエ演者のイダ・ルビンシュタインの依頼により、スペイン人役のためのバレエ曲として制作された。当初、ラヴェルはイサーク・アルベニスのピアノ曲集『イベリア』から6曲をオーケストラ編曲するという条件で、ルビンシュタインと合意に至っていたが、『イベリア』には既にアルベニスの友人であるエンリケ・フェルナンデス・アルボスの編曲が存在した。ラヴェルの意図を知ったアルボスは権利を譲ることも打診したが、ラヴェルはそれを断って一から書き起こすこととした。
作曲は1928年の7月から10月頃にかけて行われた。同年の夏、アメリカへの演奏旅行から帰ってきたラヴェルは、海水浴に訪れていたサン＝ジャン＝ド＝リュズの別荘で友人ギュスターヴ・サマズイユにこの曲の主題をピアノで弾いてみせ、単一の主題をオーケストレーションを変更しながら何度も繰り返す着想を披露した。当初は『ファンダンゴ』という題名が予定されていたが、まもなく『ボレロ』に変更した。

## 原義
Boleroとはスペインで18世紀末ころにセギディーリャの一種として作り出された3/4拍子を特徴とする舞曲である。軽やかな身のこなしからvolar（飛ぶ）という言葉に関連があるという説がある。この舞踊は1780年にスペインの舞踏家S.セレソによって創作され、ギターとタンバリンの伴奏に踊り手が1人または2人組でカスタネットを鳴らしながら複雑なステップを踏む。

## 初演
初演は1928年11月22日にパリ・オペラ座において、ヴァルテール・ストララムの指揮、イダ・ルビンシュタインのバレエ団（振付: ブロニスラヴァ・ニジンスカ）によって行われた。翌年、イダ・ルビンシュタインが持っていた演奏会場における1年間の独占権がなくなると、『ボレロ』は各地のオーケストラによって取り上げられる人気曲となり、世界の一流オーケストラが『ボレロ』の演奏を拒否するだろうと考えていたラヴェルをおおいに驚かせた。1930年1月にラヴェルはコンセール・ラムルー管弦楽団を指揮し、同曲の録音を行った。

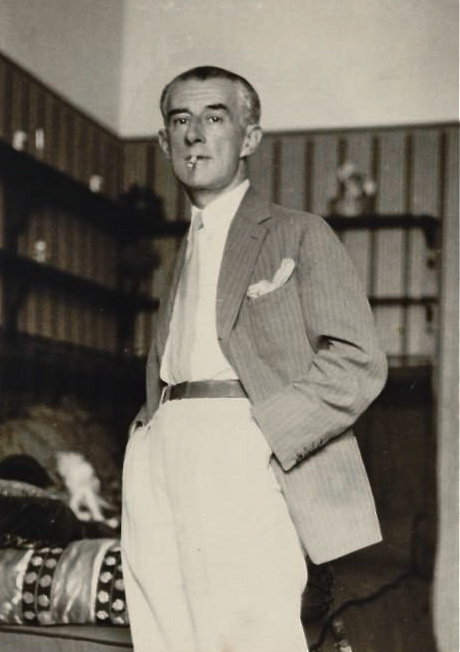
モーリス・ラヴェル、1928年
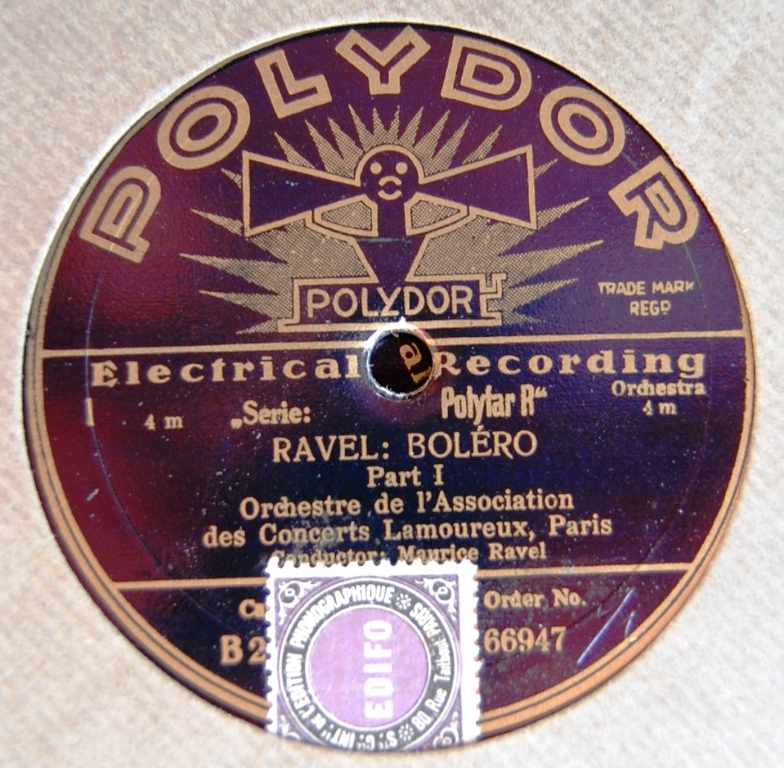
『ボレロ』総譜（PDF)、1929年
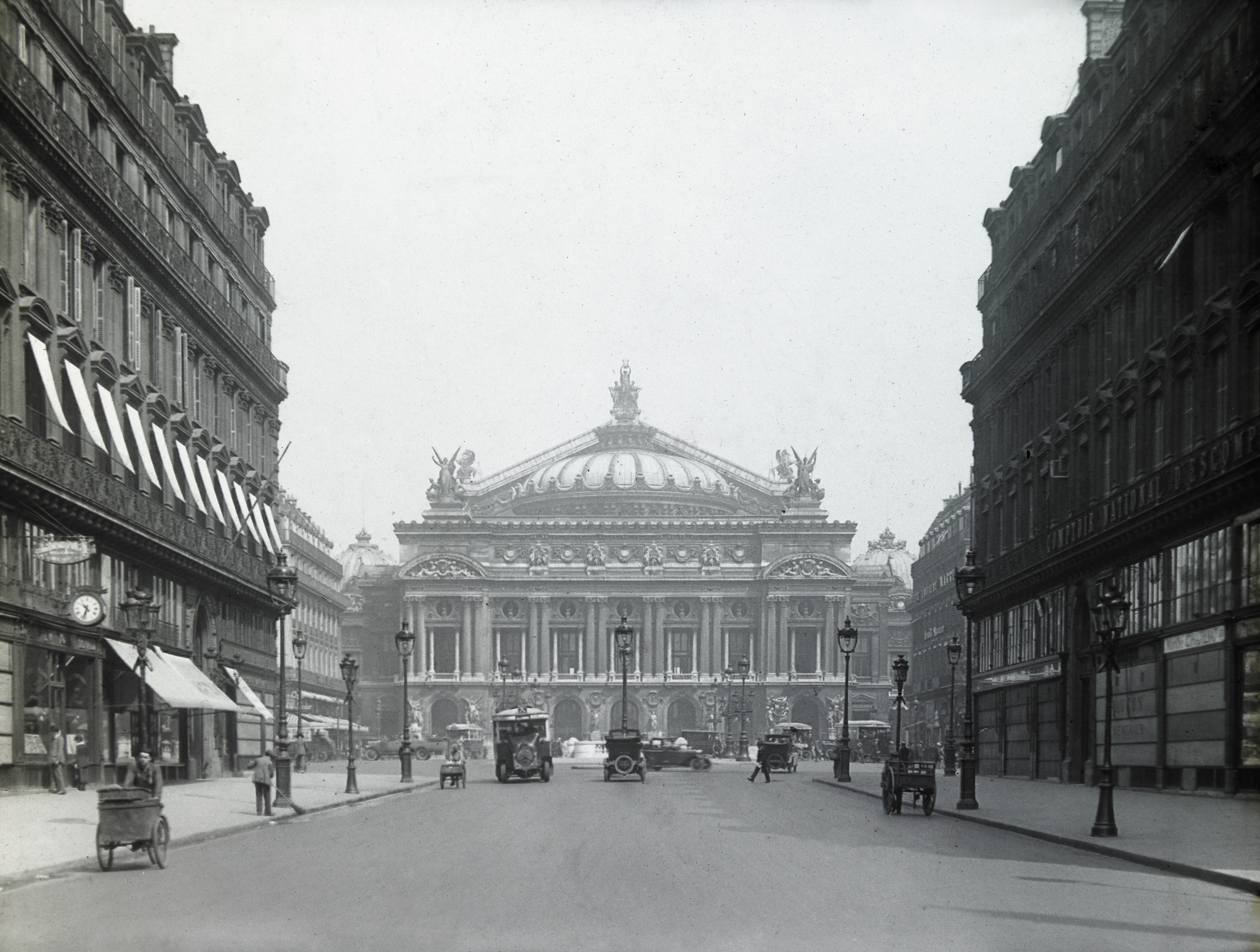
ラヴェル指揮『ボレロ』の録音、15分52秒、1930年
- 『ボレロ』の最初のレコード、1930年
- パリ・オペラ座、1920年-1935年頃
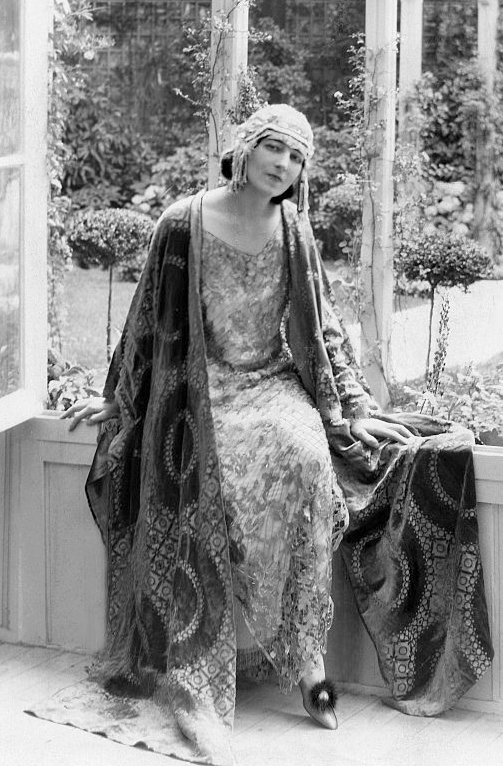
イダ・ルビンシュタイン、1922年

日本初演は、1931年1月28日に日本青年館にて、ニコライ・シフェルブラットと新交響楽団（NHK交響楽団の前身）により行われた。

## あらすじ
セビリアのとある酒場。一人の踊り子が、舞台で足慣らしをしている。やがて興が乗ってきて、振りが大きくなってくる。最初はそっぽを向いていた客たちも、次第に踊りに目を向け、最後には一緒に踊り出す。

## 楽曲
ハ長調で、一般的な演奏では、この曲の長さは15分程度である。
この曲は、次のような特徴を持つ。
1. 最初から最後まで（最後の2小節を除く）同じリズムが繰り返される。
2. 最初から最後まで1つのクレッシェンドのみ
3. メロディもA、B、2つのパターンのみ

これだけを見ると極めて単調なように思われるが、実際の演奏は非常に豊かな色彩をみせる。曲は、スネアドラムによる後述のリズムが刻まれる中、フルートによって始まる。フルートはAの演奏を終えるとスネアドラムと同じリズムを刻み始め、代わってクラリネットがAのメロディーを奏でる。このように、次々と異なった楽器構成によりメロディーが奏でられ、メロディーもリズムも次第に勢いを増していく。そして最後には、フルート、ピッコロ、オーボエ、オーボエ・ダモーレ、コーラングレ、クラリネット、ファゴット、コントラファゴット、ホルン、トランペット、ピッコロ・トランペット、トロンボーン、テューバ、チェレスタ、ハープ、ヴァイオリン、ヴィオラ、チェロ、コントラバスという大編成で、圧倒的な重厚さ（並行3度や5度を組み合わせたりもしている）でA、Bのメロディーを演奏すると、曲は初めてA、Bのメロディーを離れた旋律に移り、長3度高いホ長調に転調。再びハ長調に戻り、ほぼ全ての楽器がボレロのリズムを演奏。大太鼓、サスペンド・シンバル、タムタムも加わり最高潮を迎え、最後の2小節で下降調の終焉を迎える。現代音楽のミニマル・ミュージックに通じる展開である。
『ボレロ』はラヴェルゆかりのスペインの民族舞踊であるにもかかわらず、自筆スコアの研究ではトライアングルとカスタネットが作曲過程で抹消され、逆にE♭クラリネットとソプラノ・サクソフォーンが追加されるなど、そのルビンシュタインの「スペイン人役」という出自に反して民族色が消された上、ラヴェルが立ち会った録音は総譜の指示あるいは舞踊としての『ボレロ』よりテンポが遅いものばかりで、指揮者のトスカニーニの実演に接したラヴェルは、そのテンポの速さに激怒し、トスカニーニと口論にまでなったという（しかし、ラヴェルの弟子のマニュエル・ロザンタールは、著書『ラヴェル──その素顔と音楽論』のなかで、この有名な逸話は真実ではないと語っている）。

### 楽器編成
| 木管   | 木管                      | 金管        | 金管        | 打          | 打                             | 弦          | 弦          |
| ------ | ------------------------- | ----------- | ----------- | ----------- | ------------------------------ | ----------- | ----------- |
| Fl.    | 2 (Picc.1), Picc.         | Hr.         | 4           | Timp.       | 3 (1人)                        | Vn.1        | ●           |
| Ob.    | 2 (Ob.d'am.1), C.ing.     | Trp.        | 3, D Trp.   | 他          | T.mil. 2, Ptti., Gr.C., Tam-t. | Vn.2        | ●           |
| Cl.    | 2 (Pte Cl.1), Cl.b.       | Trb.        | 3           | 他          | T.mil. 2, Ptti., Gr.C., Tam-t. | Va.         | ●           |
| Fg.    | 2, Cfg.                   | Tub.        | 1           | 他          | T.mil. 2, Ptti., Gr.C., Tam-t. | Vc.         | ●           |
| 他     | Sax.sino , Sax.s., Sax.t. | 他          |             | 他          | T.mil. 2, Ptti., Gr.C., Tam-t. | Cb.         | ●           |
| その他 | その他                    | Cel., Harpe | Cel., Harpe | Cel., Harpe | Cel., Harpe                    | Cel., Harpe | Cel., Harpe |

### 基本リズム
基本リズムは以下のようになっている。
このリズムを、スネアドラム（小太鼓）が、最初から最後まで同じテンポで演奏する。
後に段々とリズムを刻む楽器が増えていく。

### メロディと音色の構成

#### メロディの構成
メロディはパターンA（16小節）とパターンB（16小節）があり、この2つのパターンが、以下のように繰り返される。
1. AABB の組を4回繰り返し。
2. Aを1回演奏。
3. B'を1回演奏。（ここでB'とは、Bのメロディの後半部分がコーダになっているものである）

#### 楽器の組み合わせ

##### メロディーを奏でる楽器
メロディを奏でる楽器は以下のように変化する。なお、数字はA/Bの両パターンを通しで振っている。以下、楽器名の後にAパターンかBパターンかを示す。
1. 第1フルート（A）
2. 第1クラリネット（A）
3. 第1ファゴット（B）
4. 小クラリネット（B）
5. オーボエダモーレ（A）
6. 第1フルート、第1トランペット（弱音器付き）（A）
7. テナーサクソフォーン（B）
8. ソプラニーノサクソフォーン→ソプラノサクソフォーン（今日ではソプラノサクソフォーン1本で演奏）（B）
9. ピッコロ（ホ長調とト長調）、ホルン（ハ長調）、チェレスタ（ハ長調）（A）
10. オーボエ、オーボエダモーレ（ト長調）、コーラングレ、第1,2クラリネット（A）
11. 第1トロンボーン（B）
12. フルート、ピッコロ、オーボエ、コーラングレ、クラリネット、テナーサクソフォーン（B）
13. フルート、ピッコロ、オーボエ、クラリネット、第1ヴァイオリン（A）
14. フルート、ピッコロ、オーボエ、コーラングレ、クラリネット、テナーサクソフォーン、第1ヴァイオリン、第2ヴァイオリン（A）
15. フルート、ピッコロ、オーボエ、コーラングレ、第1トランペット、第1ヴァイオリン、第2ヴァイオリン（B）
16. フルート、ピッコロ、オーボエ、コーラングレ、クラリネット、第1トロンボーン、ソプラノサクソフォーン、第1ヴァイオリン、第2ヴァイオリン、ヴィオラ、チェロ（B）
17. フルート、ピッコロ、トランペット、サクソフォーン、第1ヴァイオリン（A）
18. フルート、ピッコロ、トランペット、第1トロンボーン、サクソフォーン、第1ヴァイオリン、ピッコロトランペット、テナーサックス（B）

##### リズムを奏でる楽器
次にあげる楽器の他に、終始スネアドラムが鳴っている。
1. スネアドラムのみ
2. 第2フルート
3. 第1フルート
4. 第2フルート
5. ファゴット
6. 第1ホルン
7. 第2トランペット
8. 第1トランペット
9. 第1フルート、第2ホルン
10. 第4ホルン、第3トランペット、第2ヴァイオリン、ヴィオラ
11. 第1フルート、第2ホルン、ヴィオラ
12. 第4ホルン、第1トランペット、第2ヴァイオリン
13. 第1・第2ホルン
14. 第3・第4ホルン
15. 第1・第2ホルン
16. ホルン
17. オーボエ、クラリネット、ホルン、第1ヴァイオリン、第2ヴァイオリン、ヴィオラ、チェロ
18. オーボエ、クラリネット、ホルン、第1ヴァイオリン、第2ヴァイオリン、ヴィオラ、チェロ

#### オルガンから借用した手法
曲中、旋律が完全に並行音程で重ねられている箇所があるが、オーケストラの中で非常に新鮮に響くこの効果は、パイプ・オルガンで日常的に使用される倍音の組み合わせを採り入れた手法と言われている。実際に奏する鍵盤にとって倍音関係にある音の発音されるパイプ群が並行音程を保って装備されており、それらを自在に組み合わせることによって種々の倍音構成を特徴づけるという技術は、パイプ・オルガンにおいて複雑な音色を生み出す常套手法である。上記9.箇所においては、ホルンの実音が基音とみなされ、それに対して第2倍音をチェレスタが、第3倍音をピッコロが、第4倍音をチェレスタが、第5倍音をピッコロが、それぞれの楽器の実音によって重ねられることで輝かしい音色が生み出されている。実際のパイプ・オルガンにおいての例としては、ストップを8' + 4' + 2 2/3' + 2' + 1 3/5'の組み合わせによってホルンパートを奏すると、実際と全く同じ音の組み合わせができあがる。また、それらをもっと高次倍音とみなして別の組み合わせで同じ効果をもたらすこともできる。詳しくはストップを参照。

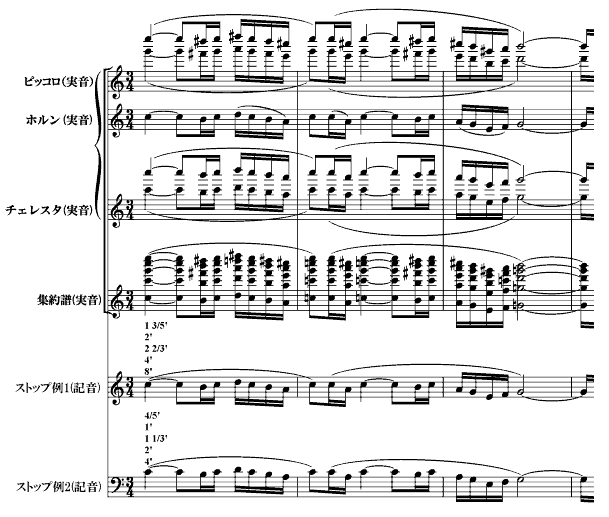
上記9.箇所の譜例

## 楽譜
国際楽譜ライブラリープロジェクトにあるオリジナルスコア等（いくつかの国ではパブリックドメインではないことに注意）。

## 著作権問題
ラヴェルは『ボレロ』作曲から10年後の1937年に没した。フランスの著作権法により作曲家の死後70年に戦時加算を加えた2016年にこの曲はパブリックドメインになった。
これに対してバレエ初演時の舞台設計を行ったアレクサンドル・ブノワの子孫が、『ボレロ』はブノワとの共作であるとして裁判を起こした。この訴えが認められれば、ブノワが没したのは1960年であるため、著作権は2039年まで延長されることになるが、2024年6月28日にナンテールの裁判所は訴えを退け、『ボレロ』の作者はラヴェルひとりだけであるとの判断を示した。
アメリカ合衆国の著作権法では初公表されてから95年で著作権が消滅するため、1929年に出版された『ボレロ』は2025年にパブリックドメインになった。

## 編曲
- 作曲者自身による2台ピアノ用編曲、連弾用編曲
- 冨田勲によるシンセサイザー版編曲
- ワルター・カーロスによるシンセサイザー版（スイッチト・オン・ボレロ）
- ラリー・コリエルによるギター用編曲
- 押尾コータローによるギター用編曲
- 山下洋輔によるフリージャズ版
- 松本治によるビッグバンド・ジャズ編曲（山下洋輔スペシャル・ビッグバンドのために）
- 池辺晋一郎による和楽器用編曲
- 大橋恵の「603」のボレロ （MS IGLOOのテーマ曲）
- ミシェル・センドレスによる打楽器と2台ピアノ用編曲（ラベック姉妹によるディスクがある）
- 菅原淳によるパーカッション用編曲
- パリ・ギャルド・レピュブリケーヌ吹奏楽団、第6代楽長ピエール・デュポンによる吹奏楽編曲版（初演はラヴェル自ら指揮を行った[7][8]）
- 佐藤允彦によるオルガンとパーカッション用編曲
- 藤原道山とSINSKEによる尺八とマリンバ用編曲
- 上野千佳（音楽ファンタジーゆめ）

## 『ボレロ』が使用されている作品
単純な構成とそこから醸し出される豊かさから、この曲は人気があり、様々な場面で使われている。

### バレエ・舞踊
- モーリス・ベジャールによるバレエの振付。初演は1961年。シルヴィ・ギエムや映画『愛と哀しみのボレロ』の劇中クライマックスで踊ったジョルジュ・ドンの代表作の一つにもなっている。「ベジャールによるボレロの振付」は、日本で初めて、舞台芸術としての知的財産権を獲得しており、許可なくこの振付で踊ることは許されなかった。
- ローラン・プティによるバレエの振付。初演は1999年。
- 日本舞踊家の花柳輔太朗の振付・能楽師の野村萬斎主演による『MANSAI ボレロ』。独舞と、日本舞踊家40人と共演したバージョンがある。

### 映画
- 『エノケンの近藤勇』（1935年）討入り前の池田屋の場面。
- 『羅生門』（1950年）
  - ただし、実際は早坂文雄が「ボレロ」を意識して作曲した別の曲で、この曲を選んだ理由に黒澤明監督は「陶酔感が欲しかった」とコメントしている。
- 『ネオ・ファンタジア』（1976年）（原題は、"ALLEGRO NON TROPPO"）ブルーノ・ボツェット監督のアニメーション映画。
- 『テン』（1979年）- ブレイク・エドワーズ監督作品。主人公が10点満点の女性とベッドを共にする時に、自らレコードで「ボレロ」をかける。
- 『愛と哀しみのボレロ』（1981年）。クロード・ルルーシュ監督。物語の収束点として、主要人物の全てが関わることになるバレエ（バレエ節のモーリス・ベジャール振り付けによる作品）の野外公演がクライマックス・シーンとなっている。
- 『催眠』（1999年）
- 『ファム・ファタール』（2002年）劇中。ブライアン・デ・パルマ監督の要望で、坂本龍一が本作を意識して『ボレリッシュ』（ボレロ風）という曲を作曲し、それがテーマ曲として使用された（「ボレロ」においては希薄な、他のラヴェルの楽曲に見られる和声的色彩が用いられている）。
- 『Le batteur du boléro』（2002年）パトリス・ルコント監督
- 『閉ざされた森』（2003年）
- 『交渉人 真下正義』（2005年）
- 『ブラブラバンバン』（2008年）
- 『愛のむきだし』（2008年）
- 『クレッシェンド 音楽の架け橋』（2019年）。原題は、"CRESCENDO #makemusicnotwar"。ドイツ映画。
- 『太陽とボレロ』（2022年）
- 『マッチング』(2024年)
- 『ボレロ 永遠の旋律（フランス語版）』(2024年) - アンヌ・フォンテーヌ監督作品。ラヴェルが如何にして「ボレロ」を誕生させたか、その秘話を描いた作品。

### TVドラマ
- 『大家族』（1984年）OP。
- 『警部補 古畑任三郎』第3シーズン 第36回 『絶対音感殺人事件』（主演：市村正親）
- 『あすか』（1999年）NHK連続テレビ小説
- 『相棒〜Season V』（2006年10月 - 2007年3月、テレビ朝日系）17話『女王の宮殿』。
- 『家族狩り』（2014年7月 - 9月、TBS）
- 『リバーサルオーケストラ』（2023年）

### アニメ
- アニメ『銀河英雄伝説』劇場版『我が征くは星の大海』（1988年、クライマックスの第4次ティアマト会戦の戦闘シーン）。
  - 諸事情により[注 3]、使用料を支払った上で、井上道義の指揮による新日本フィルハーモニー交響楽団の演奏で新収録したものを使用している[9]。
- アニメ『クレヨンしんちゃん』（テレビ朝日系）の酢乙女あいの幼稚園通園シーン（初期）。
- アニメ『デジモンアドベンチャー』シリーズの劇中曲。
- アニメ『ヱヴァンゲリヲン新劇場版:序』のメイキング特典映像BGM。
- アニメ『のだめカンタービレ 巴里編』の劇中曲。
  - 宮本笑里×solita『東京 et 巴里』（同アニメのEDテーマ曲）。

### CM
- ホンダ・プレリュード（2代目、1982年 - 1987年）のCM
- ホンダ・ZR-VのCM
- スズキ・エスクード（3代目、2006年）のCM
- 京セラのテレビCM（グループ紹介）
- アートネイチャーのCM
- アリナミンのCM
- 黄桜の日本酒ハイボールのCM
- びっくりドンキー「満喫の音」篇(2023年)のCM

### フィギュアスケート
- 1984年に行なわれた1984年サラエボオリンピックのフィギュアスケート競技のアイスダンスにおけるイギリスのジェーン・トービルとクリストファー・ディーンのペアの曲。
  - オリンピック史上初めて9人の審判全員から6点満点を得て金メダルを獲得した[注 4]。楽曲の最後の部分では、二人がリンクの上に倒れこむという極めてインパクトの強い演出がなされており、見るものの度肝を抜く。
- 世界フィギュアスケート選手権、全日本フィギュアスケート選手権ほかフジテレビ系列でフィギュアスケート選手権大会を放送する時のテーマ曲（歌: 岡本知高）。2010-2011シーズンから2013-2014シーズンまでは「ボレロ～Passion on Ice」、2014-2015シーズンは「Boléro III（ボレロ・ザ・サード）」を使用。
- フィギュアスケート選手エフゲニー・プルシェンコの2000-2001シーズンにおけるショートプログラム。
- フィギュアスケート選手村主章枝の2006-2007シーズンにおけるショートプログラム。
- フィギュアスケート選手安藤美姫の2008-2009シーズンにおけるエキシビション。
- フィギュアスケート選手エヴァン・ライサチェクの2008-2009シーズンにおけるショートプログラム。
- フィギュアスケート選手アデリナ・ソトニコワの2011-2012シーズンにおけるショートプログラム。
- フィギュアスケート選手カロリーナ・コストナーの2012-2013シーズン、2013-2014シーズン後半におけるフリースケーティング。
- フィギュアスケート選手エリザベータ・トゥクタミシェワの2014-2015シーズンにおけるショートプログラム。
- フィギュアスケート選手マキシム・コフトゥンの2014-2015シーズンにおけるショートプログラム。
- フィギュアスケート・ペア選手アリオナ・サフチェンコ・ロビン・ゾルコーヴィ組の2012-2013シーズンにおけるフリースケーティング。
- フィギュアスケート選手、カミラ・ワリエワの2020-2021/2021-2022シーズンにおけるフリースケーティング。
- フィギュアスケート選手、宇野昌磨の2021-2022シーズンにおけるフリースケーティング。
- フィギュアスケート選手、ケヴィン・エイモズの2023-2024シーズンにおけるフリースケーティング。
- フィギュアスケート選手、河辺愛菜の2023-2024シーズンにおけるフリースケーティング。

### その他
- 布袋寅泰のライブ、GUITARHYTHM active tour '91-'92 のDANCE CRAZE曲中にて使用されている。
- 2010年に宝塚歌劇団星組公演でショー「BOLERO」が上演された。ラヴェルの「ボレロ」も使用されている。
- ROYAL ASCOT IIのGI、STARHORSE2 SECOND FUSIONにおいて、凱旋門賞のベット時BGM。後者は、フランス出身のラヴェルということで使用されているものと思われる。
- 東急ジルベスターコンサートのカウントダウン曲として、第1回（1995年 - 1996年）、第5回（1999年 - 2000年）、第10回（2004年 - 2005年）、第17回（2011年 - 2012年）、第21回（2015年 - 2016年）の計5回演奏されている。これは同コンサートのカウントダウン曲としては最多[注 5]。また、バレエ曲であることから第5回（熊川哲也）、第10回（西島千博（現・数博））、第21回（シルヴィ・ギエム）ではゲストとしてダンサーも起用されている。
- GLAYのライブ、GLAY LIVE TOUR 2010-2011 ROCK AROUND THE WORLDのオープニング映像でBGMとして使用された。
- mihimaru GTが『帰ろう歌』でサンプリング。
- 安室奈美恵のシングル「Dr.」のオペラパート。
- ブリーフ&トランクスの楽曲「ティッシュ配り」（アルバム『戦後最大のハーモニー』収録）はこの曲にオリジナルの詞をつけたもの。
- 『TVチャンピオン』（テレビ東京系）の優勝者決定時BGM。因みに音源は(Hooked On Classics)より
- 『行列のできる法律相談所』（日本テレビ系）で弁護士軍団が結論を出す際のBGM。
- 『桑原征平粋も甘いも』（朝日放送ラジオ）「私の通信簿」コーナーのオープニングBGM。
- 格闘技「ハッスル」のインリン様の入場テーマ曲。
- オンラインゲーム「マビノギ」のNPCの一人のテーマBGMとしても使用されている。
- BUMP OF CHICKENのライブ開演時SEとして2011年から2014年まで使用されていた。
- 「クイズ！タモリの音楽は世界だ」から生まれたユニット・SUPER4も変奏し、アルバム「SUPER4 collection」に収録されている。
- パズルゲーム「メテオスシリーズ」に登場するステージである惑星アロッドのBGMとして、ゲームの進行状況に応じて曲調が変化するように編曲されたものが用いられている。
- 東京2020オリンピックの国立競技場内での聖火到着から聖火リレー中の場内音楽として用いられている。
- 2024年パリパラリンピックの開会式の終盤、聖火到着の際のパフォーマンスで使われた。